# ReadyBoost
ReadyBoost — це програмна технологія компанії Microsoft, що дозволяє комп'ютерній операційній системі використовувати наявні потужності флеш-накопичувачів, наприклад, USB флеш-накопичувачів або твердотілових накопичувачів (SSD) для кешування файлів. Мінімальні вимоги для Flash: читання зі швидкістю 2.5 МБ/c блоків розміром 4 КБ у випадковому порядку і запис зі швидкістю 1.75 МБ/с блоків розміром 512 КБ у випадковому порядку.

## Принцип роботи
Під час використання цієї технології, Windows створює на флеш-пам'яті файл ReadyBoost.sfcache, який, на відміну від стандартного файлу підвантаження, не є ані прихованим, ані системним, всі дані зашифровані по AES-128. Основною перевагою цього підходу є набагато менші затримки у разі випадкового доступу до інформації, ніж при використанні файлу підвантаження на жорсткому диску. ReadyBoost може використовувати до 256 ГБ фізичної пам'яті на Windows 7 x64, і до 32 ГБ для Windows 7 x86, та до 4 ГБ на всіх інших підтримуваних операційних системах.

### Відомі обмеження
Мінімальний об'єм — 256 МБ. Пакет оновлень 1 для Windows Vista містить оновлення, що зменшує мінімальний об'єм до 10 МБ. Крім того, Microsoft рекомендує, щоб співвідношення флеш-пам'яті до оперативної пам'яті становило від 1:1 до 2,5:1.
При читанні малого блоку розміром 4 КБ, продуктивність збільшується приблизно у 10 разів, у порівнянні з жорстким диском, але при читанні великих файлів ефект не спостерігається. ReadyBoost використовується при завантаженні додатків. На даний момент ReadyBoost підтримується операційними системами: Windows Vista (Home Basic, Home Premium, Business, Ultimate), Windows 7 (всі версії), Windows 8 (всі версії), Windows 8.1 (всі версії), Windows 10 (всі версії).

### Контроль ефективності
Ефективність ReadyBoost можна контролювати за допомогою Windows Performance Monitor.

## Додаткові зауваження
Якщо на комп’ютері встановлено жорсткий диск із технологією SSD (твердотілий диск), параметр для пришвидшення роботи комп’ютера за допомогою ReadyBoost може бути недоступний під час підключення USB флеш-пам’яті або карти флеш-пам’яті. Замість цього може відобразитися повідомлення "ReadyBoost не ввімкнуто на цьому комп’ютері, оскільки продуктивність системного диска висока. Використання ReadyBoost на цьому комп’ютері не матиме додаткового ефекту". Причина полягає в тому, що більшість SSD працюють настільки швидко, що ReadyBoost не дає майже ніяких переваг.

### Особливості деяких носіїв
Але в деяких випадках для прискорення роботи комп’ютера не можна використати всю пам’ять пристрою зберігання даних. Наприклад, деякі пристрої флеш-пам’яті містять як повільну, так і швидку флеш-пам’ять, а ReadyBoost може використовувати для прискорення роботи комп’ютера лише швидку пам’ять.

### Вплив на носій
Не варто зберігати надто важливі користувацькі дані на тій флешці, яку налаштовано для ReadyBoost. Це пов'язано із тим, що флеш-пам'ять має обмежену кількість циклів перезапису, а поточний стан та якість флешки, як правило, невідомі.